# Увлед-еш-Шемех
Увлед-еш-Шемех (араб. أولاد الشامخ) — місто в Тунісі. Входить до складу вілаєту Махдія. Станом на 2004 рік тут проживало 5 093 особи.